# Lacets de Montvernier
De Lacets de Montvernier is een tot 782 meter hoogte stijgende bergroute met haarspeldbochten in de Alpen.
De weg is gelegen in het departement Savoie en verbindt de gemeenten Pontamafrey-Montpascal in het dal met Montvernier boven op de alp. De weg met de haarspeldbochten is de D77B.

## Wielrennen
De helling werd in de Ronde van Frankrijk 2015 voor het eerst beklommen. Het circuit wordt gelijkgesteld met de beklimming van een col van tweede categorie. Romain Bardet kwam eerst boven gevolgd door Pierre Rolland en Jakob Fuglsang. De Ronde van Frankrijk 2018 herhaalde de beklimming, toen reed Pierre Rolland alleen naar boven. Als tweede passeerde Julian Alaphilippe, als derde Serge Pauwels.  In de Ronde van Frankrijk 2022 was het podium voor (in dalende volgorde) Pierre Latour, Simon Geschke en Warren Barguil.

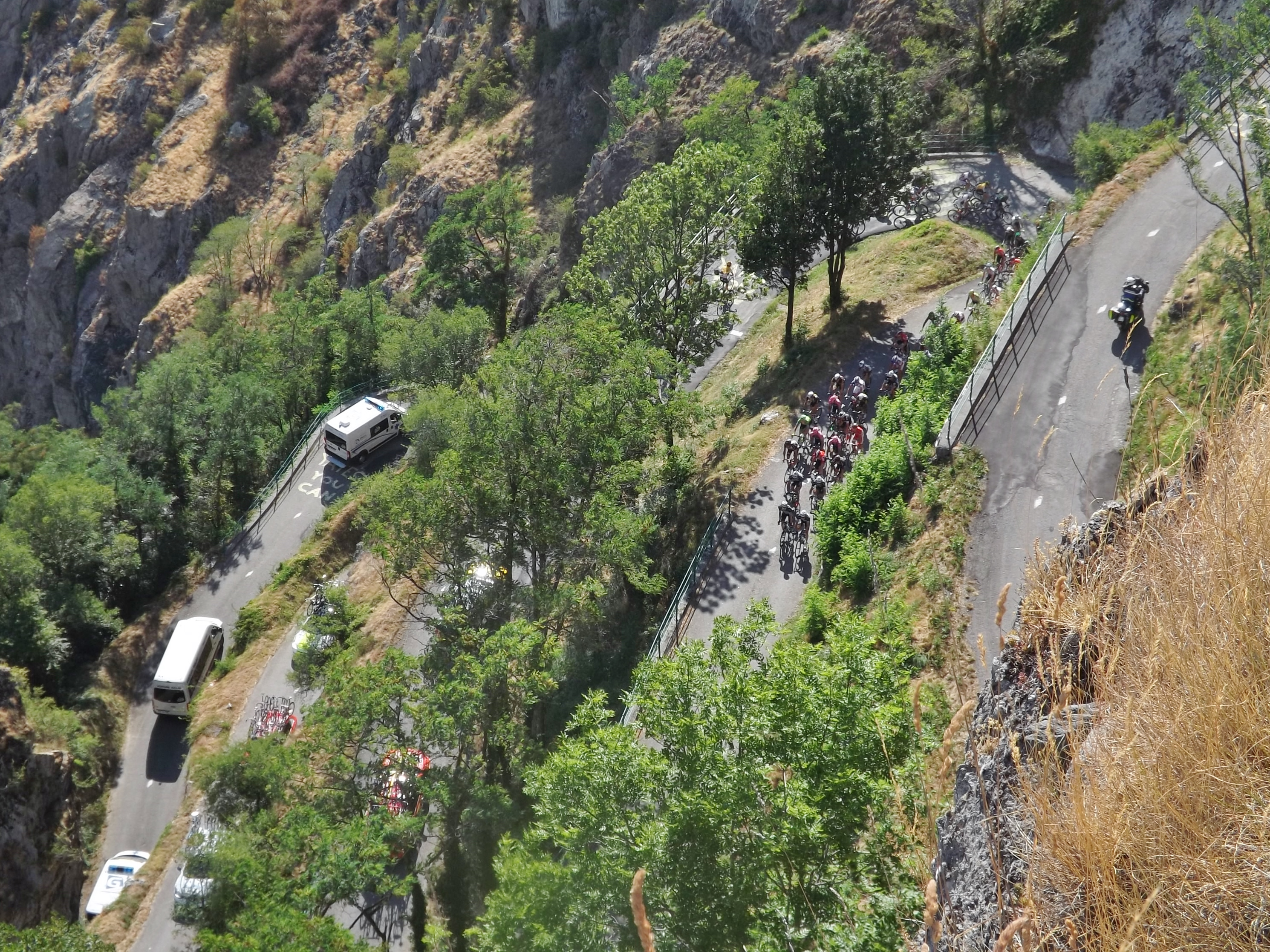
Beklimming tijdens de Ronde van Frankrijk 2015
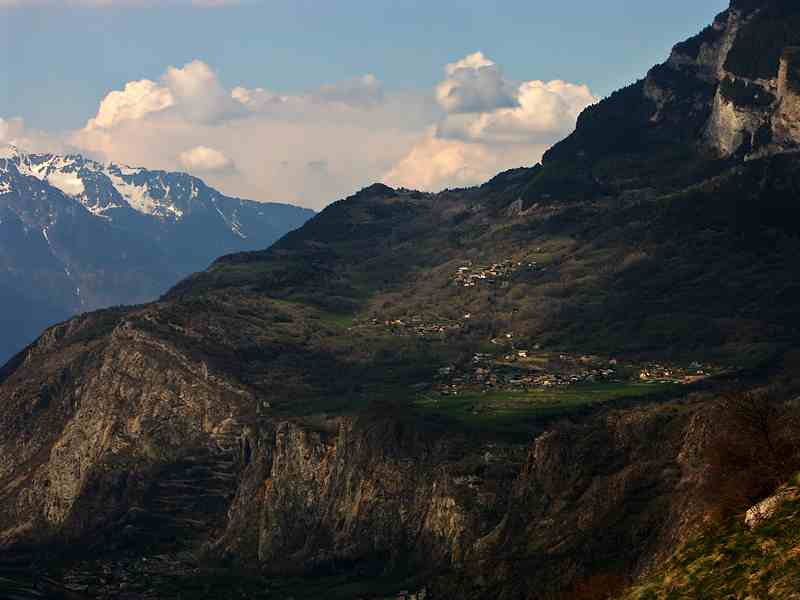
Zicht op Montvernier met de lacets er naar toe.